# Corvus moneduloides
La cornacchia della Nuova Caledonia o corvo della Nuova Caledonia (Corvus moneduloides Lesson, 1831) è un uccello passeriforme della famiglia dei corvidi.
Fa parte di quelle specie di animali capaci di utilizzare strumenti. Questi corvidi sono tra i pochi animali non primati conosciuti per avere caratteristiche inventive nella creazione di nuovi strumenti, modificandone di esistenti, per poi passare queste innovazioni ad altri individui nel gruppo culturale.

## Etimologia
Il nome scientifico della specie, moneduloides, deriva dalla parola latina monedula ("mangiatrice di monete", con riferimento alla taccola) con l'aggiunta del suffisso di origine greca -οἶδες (-oìdes, "simile a"), col significato di "simile alla taccola", in riferimento all'aspetto tozzo e al becco corto di questi uccelli.

## Descrizione

### Dimensioni
Misura 40-43 cm di lunghezza, per 225-355 g di peso: a parità d'età, i maschi sono più grossi e pesanti anche di un terzo rispetto alle femmine.

### Aspetto
Si tratta di uccelli dall'aspetto robusto e massiccio, muniti di testa squadrata con becco conico e corto (se paragonato a quanto osservabile negli altri corvi) con caratteristica mandibola inferiore dalla punta ricurva verso l'alto e presenza alla base (attorno alle narici e sulla gola) di penne sottili e piliformi: le ali sono digitate, le zampe forti e la coda piuttosto lunga (sempre in rapporto a quanto osservabile negli altri corvi) e dall'estremità squadrata. Nel complesso, questi uccelli presentano una vaga somiglianza con le taccole, alle quali essi devono il nome scientifico.
Il piumaggio si presenta completamente di colore nero-bluastro, con presenza di riflessi metallici purpurei e bluastri (che divengono verdi sotto la luce diretta del sole) particolarmente evidenti su petto, dorso e ali; queste ultime presentano remiganti dalla superficie inferiore di colore grigio scuro.
Le zampe sono di colore grigio-azzurro, il becco è nero-bluastro e gli occhi sono di colore bruno scuro.

## Biologia
Si tratta di uccelli diurni e tendenzialmente solitari, che però non mancano di presentare interazioni fra loro anche all'infuori della stagione riproduttiva, quando si riuniscono in coppie. Essi passano la maggior parte della giornata alla ricerca di cibo fra i rami di alberi e cespugli, scendendo tuttavia senza problemi anche al suolo per ispezionare il fogliame caduto e i detriti.
Il richiamo di questi uccelli è costituito da serie di 2-4 richiami acuti che suonano come kwa-kwa (che è poi il loro nome comune locale), emessi gonfiando la gola, i quali ricordano l'abbaiare di un cane di piccola taglia o la risata di un'anziana.

### Alimentazione
Il corvo della Nuova Caledonia è un uccello onnivoro, che si ciba un po' di tutto ciò che riesce a reperire nel suo areale: questi uccelli si cibano perlopiù di insetti (catturando al volo quelli volanti con grande perizia), artropodi e delle loro larve, di lumache (il cui guscio viene rotto lasciando cadere gli animali da grandi altezze), piccoli mammiferi, uova e nidiacei reperiti razziando i nidi, semi, granaglie, carcasse, bacche, frutta e frutta a guscio.
Questa specie è molto nota nella comunità scientifica per la sua abilità nel creare utensili atti a reperire il cibo: i corvi della Nuova Caledonia, infatti, utilizzano stecchini vegetali (sia reperiti al suolo che modellando col becco rametti staccati dai pressi della base di un ramo in forma di uncino) inserendoli in buchi e fessure della corteccia e del legno marcescente per estrarre le larve che qui si annidano: in questo senso, questo uccello si comporta in maniera affine al fringuello picchio delle Galápagos (che però infilza le prede, mentre il corvo della Nuova Caledonia estrae le larve che mordono lo stecchino inserito nella fessura), entrambi andando a riempire la medesima nicchia ecologica dei picchi.

Oltre che il legno, il corvo della Nuova Caledonia può servirsi delle foglie di Pandanus per fabbricare i suoi utensili, ritagliandone col becco striscioline rettangolari e sfruttando le barbe ruvide che ricoprono i margini di suddette foglie (che l'animale ha cura di tenere orientate verso la propria testa per sfruttarne l'effetto contropelo) per reperire il cibo, nonché di pezzi di rampicanti spinose.

### Riproduzione
Si tratta di uccelli monogami, la cui stagione riproduttiva si estende da settembre a gennaio.
Le coppie collaborano nella costruzione del nido (una struttura a coppa di 19 cm di diametro e spessa 4-5 cm, costruita intrecciando rametti e fibre vegetali a circa 8 m d'altezza), nella cova delle 2-3 uova e nell'allevamento dei nidiacei.

## Distribuzione e habitat
Come intuibile dal nome comune, il corvo della Nuova Caledonia è endemico della Nuova Caledonia, della quale popola Grande Terre e la vicina Maré, nelle Isole della Lealtà (dove è stata introdotta).
L'habitat di questi uccelli è costituito dalle aree boschive, dalla savana e dalle aree alberate suburbane, nonché dalle piantagioni e dai frutteti.

## Intelligenza
Il corvo della Nuova Caledonia rappresenta l'unico non-primate nel quale è osservabile un'evoluzione culturale cumulativa e nella manifattura di utensili: questi uccelli, infatti, sono in grado di "inventare" nuovi oggetti modificando strumenti esistenti, passando inoltre queste innovazioni alle generazioni successive, che a loro volta affinano ulteriormente le conoscenze in maniera indipendente fra loro su base geografica (ossia ciascuna comunità apporta le proprie modifiche a un oggetto tramandato dagli antenati).

Questi uccelli sono in grado di ricavare (intenzionalmente e spontaneamente) utensili anche da materiali mai incontrati in precedenza, come fil di ferro e plastica in ambiente da laboratorio.
L'utilizzo di strumenti non è limitato alla sola ricerca di cibo: i corvi della Nuova Caledonia sono soliti utilizzare dei rametti anche per investigare l'eventuale pericolosità di un nuovo stimolo presente nel loro territorio, come un serpente di gomma o una luce lampeggiante a LED immessi nella voliera.
Il corvo della Nuova Caledonia è inoltre in grado di mostrare comportamenti cognitivamente ancora più complessi, come l'utilizzo di metadati: ad esempio, 6 dei 7 animali in esame hanno utilizzato uno stecchino (troppo corto per raggiungere del cibo posto in fondo a un tubo) per ottenere un altro stecchino lungo abbastanza da ottenere il cibo (sopprimendo l'istinto di raggiungere direttamente il nutrimento). Anche in questo caso, si tratta di comportamenti osservati unicamente fra i primati.

Inoltre, questi uccelli fanno parte del ristretto numero di animali (fra i quali figurano anche altri corvidi) che danno risultati positivi nel test dello specchio: sebbene (in base a test effettuati su esemplari di cattura) non sia stato possibile dimostrare che essi si riconoscano nell'immagine riflessa, i corvi della Nuova Caledonia si sono dimostrati in grado di utilizzare lo specchio per raggiungere oggetti da esso riflessi, ma non visibili direttamente dell'animale.
- Esemplare effettua con successo il "test dell'impiccato", tirando su una cordicella per raggiungere del cibo appeso troppo in basso per essere afferrato direttamente dal posatoio e troppo in alto per essere raggiunto dal suolo.
- Utilizzo di utensili per risolvere problemi nel corvo e nel kea.
- Esemplare si serve di sassolini per aumentare il livello dell'acqua in un contenitore e poter raggiungere il cibo.
- Due esemplari collaborano per ottenere del cibo.